# Potanthus
Potanthus es un género de mariposas de la familia Hesperiidae.

## Descripción
Especie tipo por designación original Hesperia omaha Edwards, W, 1863.

## Diversidad
Existen 37 especies reconocidas en el género.

## Plantas hospederas
Las especies del género Potanthus se alimentan de plantas de las familias Poaceae, Flagellariaceae, Rutaceae, Iridaceae. Las plantas hospederas reportadas incluyen los géneros Bambusa, Setaria, Oryza, Paspalum, Saccharum, Flagellaria, Imperata, Citrus, Dendrocalamus, Dinochloa, Oxytenanthera, Schizostachyum, Cymbopogon, Miscanthus, Iris.